# Mjötjärnen (Burträsks socken, Västerbotten)
Mjötjärnen är en sjö i Skellefteå kommun i Västerbotten och ingår i Rickleåns huvudavrinningsområde. Sjön har en area på 0,117 kvadratkilometer och ligger 228,1 meter över havet.

## Delavrinningsområde
Mjötjärnen ingår i det delavrinningsområde (714468-171699) som SMHI kallar för Namn saknas. Medelhöjden är 268 meter över havet och ytan är 5,65 kvadratkilometer. Det finns inga avrinningsområden uppströms utan avrinningsområdet är högsta punkten. Vattendraget som avvattnar avrinningsområdet har biflödesordning 3, vilket innebär att vattnet flödar genom totalt 3 vattendrag innan det når havet efter 55 kilometer. Avrinningsområdet består mestadels av skog (91 procent). Avrinningsområdet har 0,11 kvadratkilometer vattenytor vilket ger det en sjöprocent på 2 procent.